# Kalinin-Prospekt (Kaliningrad)
Der Kalinin-Prospekt (russisch Проспект Калинина; dt.: „Kalinin-Allee“) ist einer von sieben Prospekten in der Stadt und eine vierspurige Straße in Kaliningrad.

## Verlauf
Der Prospekt verläuft am nördlichen Rand des Südparks im Süden der Stadt auf dem Haberberg und ist mit Kastanien bepflanzt. Die Straße folgt im Verlauf der ehemaligen Friedländer Wallstraße. Der Prospekt beginnt an der Uliza Dserschinskowo (russisch Улица Дзержинского; dt.: „Dserschinski-Straße“), quert die Oktjabrskaja uliza (russ.: Октябрьская улица; dt.: „Straße des Oktobers“) und mündet in den Leninski-Prospekt (russ.: Ленинский проспект).
Zum Prospekt gehört auch der Ploschad Kalinina (russ. Площадь Калинина, dt.: „Kalininplatz“) am westlichen Beginn der Straße, der frühere Reichsplatz. Am Kalininplatz befindet sich der heutige „Südbahnhof“ (ehemaliger „Hauptbahnhof“). Der Prospekt gehört in voller Länge zur Fernstraße A194.

## Gebäude und Anlagen

### Friedländer Tor

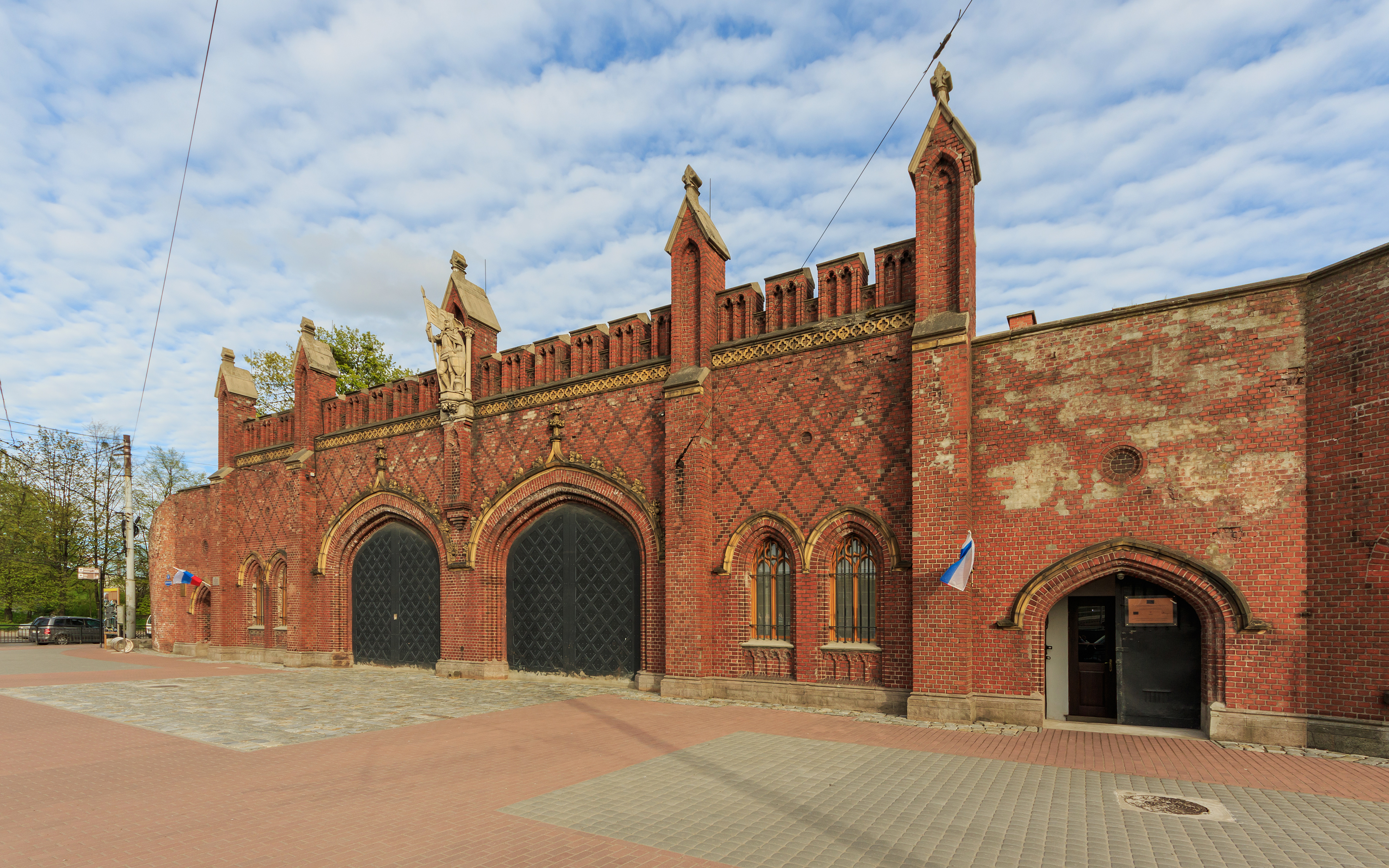
Friedländer Tor

Das Friedländer Tor befindet sich an der Einmündung des Kalinin-Prospekts in die ul. Dserschinskowo an der Nordost-Ecke des Kaliningrader Südparks. Benannt ist das Tor nach der ostpreußischen Kleinstadt Friedland, wohin die Straße durch dieses Tor führte.

### Bahnhof Kaliningrad Passaschirski

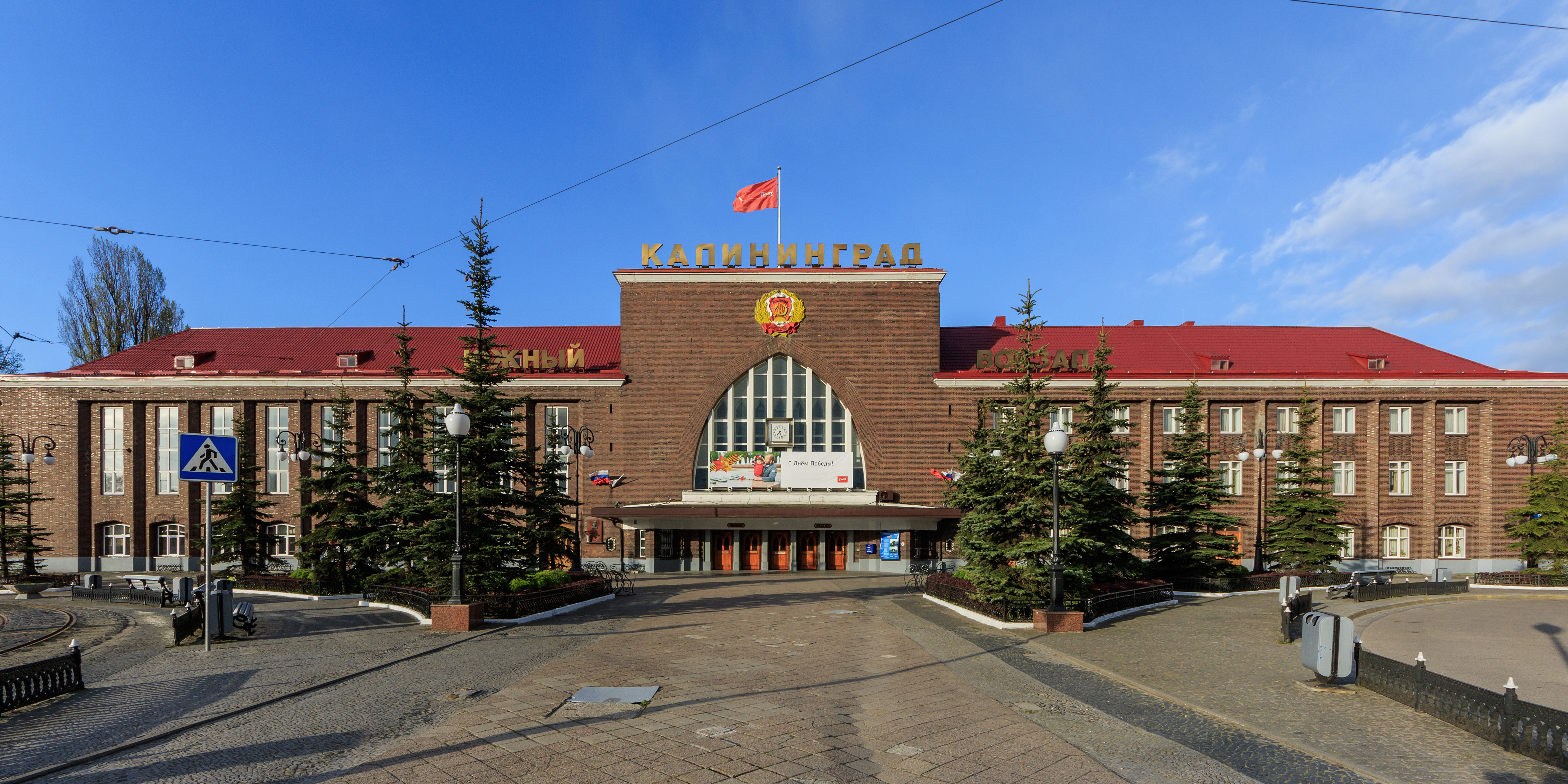
Bahnhof Kaliningrad Passaschirski

Der ehemalige „Königsberger Hauptbahnhof“ (heute „Südbahnhof“) befindet sich am pl. Kalinina. Das Gebäude wurde 1929 im Stil des Backsteinexpressionismus errichtet. Ein großes spitzbogiges Fenster beherrscht die Vorderfront, die von acht senkrecht stehenden Travertinpfeilern gegliedert wird. Er wird heute aufgrund der Verlegung des Stadtzentrums in den Nordwesten „Südbahnhof“ genannt. In der Nachkriegszeit wurde die über dem Portal befindliche Figur des Chronos von Brachert entfernt und durch das Wappen der Russischen SFSR ersetzt. Durch den Kaliningrader Stadtarchitekten Alexander Baschin wurde das Gebäude im Jahre 2005 zum 750-jährigen Stadtjubiläum grundlegend saniert. Es fahren Züge über Gdynia nach Berlin, nach Moskau, nach Sankt Petersburg sowie nach Sotschi.